# Millières (Alt Marne)
Millières és un municipi francès situat al departament de l'Alt Marne i a la regió del Gran Est. L'any 2007 tenia 127 habitants.

## Demografia

### Població
El 2007 la població de fet de Millières era de 127 persones. Hi havia 56 famílies de les quals 20 eren unipersonals (8 homes vivint sols i 12 dones vivint soles), 20 parelles sense fills i 16 parelles amb fills.
La població ha evolucionat segons el següent gràfic:
Habitants censats

### Habitatges
El 2007 hi havia 65 habitatges, 57 eren l'habitatge principal de la família, 7 eren segones residències i 1 estava desocupat. Tots els 65 habitatges eren cases. Dels 57 habitatges principals, 49 estaven ocupats pels seus propietaris, 7 estaven llogats i ocupats pels llogaters i 1 estava cedit a títol gratuït; 1 tenia dues cambres, 7 en tenien tres, 18 en tenien quatre i 31 en tenien cinc o més. 49 habitatges disposaven pel capbaix d'una plaça de pàrquing. A 36 habitatges hi havia un automòbil i a 19 n'hi havia dos o més.

### Piràmide de població
La piràmide de població per edats i sexe el 2009 era:
| Homes | Edats   | Dones |
| ----- | ------- | ----- |
| 0     | 95 o +  | 0     |
| 0     | 90 a 94 | 4     |
| 0     | 85 a 89 | 4     |
| 4     | 80 a 84 | 0     |
| 0     | 75 a 79 | 4     |
| 0     | 70 a 74 | 4     |
| 0     | 65 a 69 | 4     |
| 8     | 60 a 64 | 4     |
| 0     | 55 a 59 | 8     |
| 4     | 50 a 54 | 0     |
| 4     | 45 a 49 | 4     |
| 0     | 40 a 44 | 4     |
| 8     | 35 a 39 | 0     |
| 0     | 30 a 34 | 8     |
| 4     | 25 a 29 | 0     |
| 16    | 20 a 24 | 0     |
| 0     | 15 a 19 | 4     |
| 0     | 10 a 14 | 4     |
| 4     | 5 a 9   | 0     |
| 8     | 0 a 4   | 4     |

## Economia
El 2007 la població en edat de treballar era de 73 persones, 58 eren actives i 15 eren inactives. De les 58 persones actives 52 estaven ocupades (31 homes i 21 dones) i 6 estaven aturades (3 homes i 3 dones). De les 15 persones inactives 7 estaven jubilades, 2 estaven estudiant i 6 estaven classificades com a «altres inactius».

### Ingressos
El 2009 a Millières hi havia 53 unitats fiscals que integraven 129 persones, la mediana anual d'ingressos fiscals per persona era de 16.503 €.

### Activitats econòmiques
Dels 3 establiments que hi havia el 2007, 1 era d'una empresa alimentària i 2 d'empreses de serveis.
L'any 2000 a Millières hi havia 9 explotacions agrícoles.

## Poblacions més properes
El següent diagrama mostra les poblacions més properes.